# Herb kraju trenczyńskiego

Herb kraju trenczyńskiego

Herb kraju trenczyńskiego to, obok flagi, jeden z symboli tego kraju.

## Opis herbu
Tarcza herbowa trójdzielna: dwudzielna w pas i dwudzielna w słup w części górnej.
- W polu pierwszym, srebrnym, czerwony jeleń ze złotym zbrojeniem wyrastający w lewo[1] ze złotej korony.
- W polu drugim, czerwonym, złoty orzeł wyrastający ze złotej korony.
- W dolnym (trzecim) polu, błękitnym, srebrna halabarda na złotej rękojesci. Przed nią srebrny łuk skierownay w górę, o złotej cięciwie, oparty o dolną krawędź herbu.

## Uzasadnienie symboliki herbu
Herb łączy elementy kilku komitatów, z których ziem powstał obecny kraj. Pole pierwsze to klejnot herbu komitatu Trencsén pochodzący z pieczęci z 1551 roku. Orzeł z pola drugiego pochodzi z tarczy sercowej w herbie wspomnianego komitatu z roku 1650. Dolne pole to połączone elementy herbu komitatu Nyitra.